# Licorice Pizza
Pour plus de détails, voir Fiche technique et Distribution.
Licorice Pizza ou Rêver grand au Québec est un film américain écrit et réalisé par Paul Thomas Anderson, sorti en 2021.
Le film se déroule en 1973, dans la vallée de San Fernando à Los Angeles. Alana Kane, 25 ans, fait la connaissance de Gary Valentine, 15 ans, lors de la photo de classe de ce dernier. Une relation entre les deux va alors se développer.
Le film est plébiscité par d'excellentes critiques et reçoit trois nominations aux Oscars 2022.

## Synopsis
Dans la vallée de San Fernando en 1973, Gary Valentine, 15 ans, se prépare pour sa journée de photo de classe. Il remarque Alana Kane, 25 ans, assistante photographe, et entame la conversation avec elle. Elle repousse ses avances, mais finit par le retrouver plus tard pour un repas et les deux jeunes gens se lient d'amitié. Gary assiste à des auditions et apparaît dans une émission de variétés avec Lucy Doolittle, et quand la mère de Gary, Anita, lui annonce qu'elle sera à Las Vegas alors qu'elle était censée l'emmener à New York, Alana le chaperonne à la place. Dans l'avion pour New York, Alana rencontre Lance, l'un des partenaires de Gary dans un film de Doolittle, et les deux jeunes gens commencent à sortir ensemble, mais ils se séparent après que Lance a dû reconnaître, lors d'un repas de shabbat dans la famille juive d'Alana, qu'il est athée.
Gary démarre une entreprise de lits à eau avec Alana en tant qu'employée et assistante. Alors qu'il vend des lits lors d'une exposition, il est arrêté, soupçonné à tort de meurtre, mais il est rapidement relâché. Quand Alana décide qu'elle veut s'essayer au théâtre, Gary la présente à son agente, qui lui fait passer une audition pour un film mettant en vedette Jack Holden et réalisé par Sam Harpoon. Après son audition, Alana accompagne Holden dans un restaurant local, que Gary et ses amis, ainsi que le réalisateur Rex Blau, fréquentent également. Blau convainc Holden, un passionné de moto, de recréer une cascade sur un terrain de golf local impliquant un saut par-dessus une rampe enflammée. Holden, complètement soûl, ramène Alana pour qu'elle participe à la cascade, mais elle tombe de la moto au démarrage, et Gary court vers elle pour s'assurer qu'elle n'est pas blessée pendant que Holden exécute la cascade ; la moto se renverse mais Holden se relève indemne.
Quelques jours plus tard, Gary, Alana et les amis de Gary livrent un lit à eau chez Jon Peters et arrivent en retard en raison d'une pénurie d'essence qui touche le pays entier à la suite du choc pétrolier. Peters, irrité, part pour aller voir un film, mais menace de s'en prendre au petit frère de Gary, et même de le tuer, si le groupe met sens dessus-dessous sa maison. Après avoir installé le lit, Gary, énervé, inonde la maison avant de repartir avec Alana, qui conduit le camion de livraison. Ils croisent en chemin Peters, tombé en panne d'essence. Ils le conduisent à une station-service et Peters menace un client de le brûler avec un briquet et un tuyau d'essence s'il ne le laisse pas se servir en premier. Alana et Gary en profitent pour l'abandonner, et au passage, ils s'arrêtent pour que Gary démolisse la voiture de Peters, mais ils se retrouvent également à court d'essence. Alana réussit à faire reculer le camion en descendant une colline puis Gary et ses amis parviennent à remplir le réservoir. L'entreprise des lits à eau capote finalement en raison de la pénurie de pétrole.
Alana commence à travailler sur la campagne municipale de Joel Wachs. Gary la rejoint brièvement, mais après avoir appris que les flippers viennent d'être légalisés en Californie, il décide d'ouvrir une salle d'arcade. Alana et Gary ont coupé les ponts après une dispute au cours de laquelle Alana laisse entendre que Gary est immature tandis qu'il la traite de « vieille » en retour. Alors que Gary se prépare pour l'ouverture de son arcade, Alana est invitée à prendre un verre avec Wachs ce même soir. Au restaurant, elle découvre que Wachs est gay après avoir été présenté à son compagnon, Matthew. Wachs lui demande de ramener Matthew à la maison en tant que « barbe », malgré les sentiments visiblement blessés de Matthew. Alana s'excuse auprès de ce dernier et tous deux s'étreignent au moment où elle le laisse devant chez lui.
Alana court à l'arcade de Gary pour le voir, mais ne le trouve pas car il est parti la chercher à la permanence de Wachs. Finalement, les deux jeunes gens se retrouvent dans la rue, juste devant un cinéma puis reviennent à la salle d'arcade où ils partagent un baiser. Ils sortent dans la nuit, et Alana avoue à Gary qu'elle l'aime.

## Fiche technique
Sauf indication contraire, les informations mentionnées dans cette section peuvent être confirmées par la base de données cinématographiques IMDb,  présente dans la section « Liens externes ».
- Titre original : Licorice Pizza
- Titre de travail : Soggy Bottom
- Réalisation et scénario : Paul Thomas Anderson
- Musique : Jonny Greenwood
- Direction artistique : Samantha Englender
- Décors : Florencia Martin
- Costumes : Mark Bridges
- Photographie : Paul Thomas Anderson et Michael Bauman
- Montage : Andy Jurgensen
- Production : Paul Thomas Anderson, Daniel Lupi, JoAnne Sellar et Adam Somner
- Sociétés de production : Metro Goldwyn Mayer, Focus Features, Bron et Ghoulardi Film Company
- Sociétés de distribution : United Artists Releasing (États-Unis), Universal Pictures International France (France)
- Pays de production :  États-Unis
- Langue originale : anglais
- Format : couleur — 2,35:1 — 35 mm (Kodak) - DTS /  Dolby
- Genre : comédie dramatique, récit initiatique
- Durée : 133 minutes
- Budget : 40 000 000 $[2]
- Dates de sortie : 
  - États-Unis : 26 novembre 2021 (sortie limitée) ;  25 décembre 2021 (sortie nationale)
  - France : 5 janvier 2022[3]

## Distribution
Source et légende : version française (VF) sur RS Doublage
- Alana Haim (VF : Juliette Allain ; VQ : Sofia Blondin) : Alana Kane
- Cooper Hoffman (VF : Louis Peres ; VQ : Louis-Philippe Berthiaume) : Gary Valentine
- Sean Penn (VF : Emmanuel Karsen ; VQ : Sébastien Dhavernas) : Jack Holden
- Tom Waits (VF : Thierry Hancisse ; VQ : Éric Gaudry) : Rex Blau
- Bradley Cooper (VF : Alexis Victor ; VQ : Philippe Martin) : Jon Peters
- Benny Safdie (VF : Florent Dorin ; VQ : Alexandre Bacon) : Joel Wachs (en)
- Skyler Gisondo (VF : Jean-Stan Du Pac) : Lance Brannigan
- Mary Elizabeth Ellis (VF : Anneliese Fromont ; VQ : Catherine Proulx-Lemay) : Momma Anita, la mère de Gary
- John Michael Higgins (VF : Stefan Godin) : Jerry Frick
- Christine Ebersole (VF : Colette Venhard) : Lucille Dolittle
- Harriet Sansom Harris (VF : Marie Vincent ; VQ : Johanne Léveillé) : Mary Grady, l'agente artistique de Gary
- Ryan Heffington (VF : Julien Sibre) : Steve
- Nate Mann (VF : Matthieu Sampeur ; VQ : Adrien Bletton) : Brian
- Joseph Cross (VF : Grégoire Leprince-Ringuet ; VQ : Nicholas Savard L'Herbier) : Matthew
- George DiCaprio (en) (VF : Henri Carballido) : Mr. Jack
- Danielle Haim : Danielle Kane, une sœur d'Alana
- Este Haim (en) : Este Kane, une sœur d'Alana
- Moti Haim (en) : Moti Kane, le père d'Alana
- Donna Haim : Donna Kane, la mère d'Alana
- Ray Chase : B. Mitchel Reed
- Ray Nicholson : Ray
- Emma Dumont : Brenda, l'hôtesse de l'air
- Yumi Mizui : Mioko, la première épouse de Jerry Frick
- Megumi Anjo : Kimiko, la deuxième épouse de Jerry Frick
- Maya Rudolph : Gale, l'assistante de Vic
- Tim Conway Jr : Vic, le directeur de casting
- John C. Reilly (VF : Bruno Abraham-Kremer) : Fred Gwynne
- Dan Chariton : Sam Harpoon
- Milo Herschlag (VF : Gavril Dartevelle) : Greg Valentine, le frère de Gary
- Will Angarola (VF : Andrea Santamaria ; VQ : Philippe Vanasse-Paquet) : Kirk

## Production

### Genèse et développement
Il est annoncé en novembre 2019 que Paul Thomas Anderson va produire, par le biais de sa société de production Ghoulardi Film Company, un scénario qu'il a écrit et qu'il compte mettre en scène. Un mois plus tard, la société de production Focus Features, qui s'était déjà associée au réalisateur pour Phantom Thread arrive sur le projet qu'elle compte produire et distribuer en Amérique du Nord et Universal Pictures, sa société mère, assurera la distribution dans le reste du monde. Le 17 juillet 2020, Metro Goldwyn Mayer reprend les droits de distribution de Focus Features en raison de problèmes budgétaires, selon The Hollywood Reporter. Le film s'intitule initialement Soggy Bottom[réf. nécessaire].
La signification du titre Licorice Pizza (« pizza à la réglisse ») n’a rien de culinaire. Il s’agit du nom d’un magasin de vente de disques à Los Angeles durant les années 1970 et, par métonymie, du disque vinyle.

### Attribution des rôles
Alors qu'un rôle avait initialement été proposé à Leonardo DiCaprio, The Hollywood Reporter révèle en août 2020 que Bradley Cooper est en pourparlers pour jouer dans le film. Près d'un mois plus tard, cela est confirmé par des images du tournage où l'on peut voir l'acteur habillé à la mode des années 1970,. On apprend peu après la présence du cinéaste Benny Safdie et de la chanteuse Alana Haim (du groupe Haim) au sein de la distribution.
En septembre 2020, Cooper Hoffman, fils de Philip Seymour Hoffman, est annoncé dans le rôle principal,.

### Tournage
Le magazine Variety révèle en décembre 2019 que le tournage devrait commencer au printemps ou à l'été 2020,. On apprend en juillet que la Metro-Goldwyn-Mayer va repousser la date de sortie du film en raison de la pandémie de Covid-19.
Les prises de vues se déroulent à Encino (Californie) sur une période d'environ trois mois, d'août à novembre 2020 sous le titre de travail Soggy Bottom. Il s'agit du quatrième film de Paul Thomas Anderson à être tourné dans la vallée de San Fernando après Boogie Nights (1997), Magnolia (1999) et Punch-Drunk Love (2002),.
Le film, au format 2,35:1 (équivalent au 70 mm), est tourné en pellicule 35 mm.

## Accueil

### Dates de sortie
Il est confirmé en avril 2021 qu'aux États-Unis le film connaîtra une sortie limitée le 26 novembre 2021 et une sortie nationale le 25 décembre 2021,.
Le 9 septembre 2021, il est annoncé que le film s'intitulera finalement Licorice Pizza (le titre de travail ayant été Soggy Bottom).

### Accueil critique
Le film fait l'objet d'un accueil critique extrêmement favorable : le site Allociné propose une moyenne des critiques de presse de 4,5/5 à partir de l'interprétation des critiques de presse collectées.
Aux États-Unis, l'agrégateur Rotten Tomatoes calcule une note moyenne de 92/100 sur la base de 238 critiques, note là aussi exceptionnellement élevée, et l'agrégateur concurrent Metacritic calcule pour sa part une moyenne de 90/100.

Mathieu Macheret écrit dans Le Monde : 

« Les enfants amoureux se frottent à un monde contigu, celui des adultes, peuplé de figures excessives ou grotesques. »

Pour Jérôme Momcilovic, dans les Cahiers du cinéma : 

« Ayant emprunté des chemins de traverse aberrants pour ne raconter rien d'autre que la naissance d'un amour, Licorice Pizza vous laisse dans un état de sidération douce et paradoxale. »

### Box-office
Le film est un succès au box-office américain, avec plus de 8 millions de dollars de recettes dès sa première semaine d'exploitation.
| Pays ou région    | Box-office      | Date d'arrêt du box-office | Nombre de semaines |
| ----------------- | --------------- | -------------------------- | ------------------ |
| États-Unis Canada | 17 318 007 $    | 7 avril 2022               | 19                 |
| France            | 364 796 entrées | 29 mars 2022               | 12                 |
| Total mondial     | 32 221 770 $    | -                          | -                  |

## Distinctions

### Récompenses
- Critics' Choice Movie Awards 2022 : meilleure comédie
- BAFA 2022 : meilleur scénario original
- Satellite Awards 2022 : meilleure actrice dans un film musical ou une comédie pour Alana Haim

### Nominations
- Golden Globes 2022 : 
  - Meilleur film de comédie ou de comédie musicale
  - Meilleur scénario
  - Meilleur acteur dans un film musical ou une comédie pour Cooper Hoffman
  - Meilleure actrice dans un film musical ou une comédie pour Alana Haim
- Oscars 2022 : 
  - Meilleur film
  - Meilleure réalisation
  - Meilleur scénario original
- BAFA 2022 : 
  - Meilleur film
  - Meilleure réalisation
  - Meilleure actrice pour Alana Haim
  - Meilleur montage

### Articles
- Mathieu Macheret, « Licorice Pizza : un lumineux retour en arrière dans la ville de tous les possibles », Le Monde,‎ 5 janvier 2022 (lire en ligne, consulté le 6 janvier 2023).
- Cahiers du cinéma, dossier Événement « Jeunesses américaines — Licorice Pizza de Paul Thomas Anderson », janvier 2022, n° 783, pages 12 à 23.